# Peter Rost
Peter Rost (Leipzig, 29 de junho de 1951) é um ex-handebolista alemão oriental, foi campeão olímpico.
Peter Rost fez parte do elenco campeão olímpico de 1980, como capitão, ele jogou seis partidas e anotou doze gols. Na seleção jogou 216 vezes, marcando 339 gols. Seu filho é foi um goleiro de futebol, Frank Rost e sua esposa é a também handebolista Christina Rost.

## Títulos
- Jogos Olímpicos:
  - Ouro: 1980